# خلود فقیه
خلود فقیه قاضی فلسطینی و اولین زن فلسطینی است که به منصب قضاوت رسیده‌است. وی در سال‌های ۲۰۱۲ و ۲۰۱۴ جز ۱۰۰ زن جهان عرب انتخاب شده‌است.

## انتخاب جز ۱۰۰ زن جهان عرب
در سال ۲۰۱۲ مجلهٔ عربین بیزینس وی را به عنوان یکی از ۱۰۰ زنی که در جهان دارای بیشترین تأثیر هستند انتخاب کرد. وی دارای مقام دهم در بین این زنان است و تنها زن فلسطینی است که این مجله وی را انتخاب کرده‌است.
در سال ۲۰۱۴ خلود برای دومین سال متوالی توسط مجله CEO به عنوان یکی از ۱۰۰ زنی که در جهان عرب دارای بیشترین تأثیر است انتخاب شد.

## تحصیلات و مناصب
خلود در سال ۱۹۹۹ با نمرات عالی از دانشگاه قدس لیسانس حقوق و در سال ۲۰۰۷ از همان دانشگاه فوق لیسانس گرفت. او در سال ۲۰۰۱ اجازه وکالت قانونی از دیوان عالی قضات دریافت کرد. وی قبل از این که به عنوان اولین قاضی انتخاب شود بیش از ۸ سال به عنوان مشاور قانونی مرکز هدایت قانونی و اجتماعی زنان خدمت کرد.
خلود بعد از فارغ‌التحصیل شدن از دانشگاه قدس در زمینه حقوقی و قانونی در مرکز هدایت قانونی و اجتماعی زنان در دفاع از منافع زنان و تجاوز به حقوق آن‌ها کار کرد و تجارب گسترده‌ای در زمینه قضاوت کسب نمود.

## افکار
خلود به قدرت و عظمت زن فلسطینی در کسب مقامات مختلف ایمان داشت و اولین کسی بود که در سال ۲۰۰۱ خواستار حق زن فلسطینی برای منصب قضاوت گردید و در این زمینه به مبارزه‌اش ادامه داد و توانست این فکر خودش را به اثبات برساند و سرانجام نیز در سال ۲۰۰۸ در مسابقه قضاوت در فلسطین برنده شد.

## نظریات
شیخ تیسیر التمیمی قاضی القضات و رئیس شورای عالی قضایی فلسطین رسیدن یک زن به چنین مقام مهمی را تحسین کرد و گفت که وی نقش اساسی در زمینه تحقق عدالت ایفا خواهد کرد.